# باولو سيرجيو موتا
باولو سيرجيو موتا (بالبرتغالية: Paulinho‏) (13 يوليو 1991 في البرتغال - ) هو لاعب كرة قدم برتغالي في مركز الدفاع. لعب مع موريرينسي ونادي أونياو دا ماديرا ونادي ليتشويس.

## وصلات خارجية
- باولو سيرجيو موتا على موقع قاعدة بيانات كرة القدم.إي يو (الإنجليزية)
- باولو سيرجيو موتا على موقع Soccerway.com (الإنجليزية)
- باولو سيرجيو موتا على موقع AS.com (الإسبانية)